# Johann Hinrich Armowitz
Johann Hinrich Armowitz (* Ende des 17. Jahrhunderts in Königsberg (Preußen); † 22. Dezember 1770 in Lübeck) war ein deutscher Metall- und Glockengießer.

Lübecker Gießhaus (Foto von vor 1886), Wirkungsstätte Armowitz’ von 1750 bis 1770

## Leben
Nach einer Lehre als Stück- und Glockengießer in seiner Heimatstadt, wo er 1709 als Lehrling bezeugt ist, ging Armowitz zunächst auf Wanderschaft, unter anderem nach Schweden und nach Lübeck, wo er 1724 Anna Maria, eine Tochter des Ratsgießers Peter Christoph Geier heiratete und 1725 erstmals mit seinen Namen bezeichnete Glocken für Bornholmer Kirchen goss. 1728 ließ er sich in Husum nieder und wurde Nachfolger des verstorbenen Asmus Asmussen, dessen Werkstatt er erwarb. Am 19. Februar 1729 erhielt er vom dänischen König ein privilegium speciale und damit ein Monopol für den Glockenguss im Herzogtum Schleswig und im königlichen Anteil des Herzogtums Holstein.
1750 wurde er als Nachfolger seines Schwagers Lorenz Strahlborn zum Lübecker Ratsgießmeister berufen. Er wurde am 2. Januar 1771 in der Jakobikirche begraben, für die er 1756 die Predigtglocke gegossen hatte. Sein Nachfolger als Lübecker Ratsgießer wurde 1771 der Glockengießer Johann David Kriesche aus Eckernförde.
Theodor Storm machte Armowitz als Franz Armowitzer zur Hauptfigur seiner nicht vollendeten und nur in Fragmenten erhaltenen Erzählung Die Armesünderglocke.
| Jahr | Ort                              | Name          | Gewicht in kg                        | Durchmesser in mm | Nominal | Bemerkung                                                                                      |
| ---- | -------------------------------- | ------------- | ------------------------------------ | ----------------- | ------- | ---------------------------------------------------------------------------------------------- |
| 1725 | St. Clemens, Bornholm            |               |                                      |                   |         |                                                                                                |
| 1725 | Allinge Kirke, Bornholm          |               |                                      |                   |         |                                                                                                |
| 1728 | Ulderup, Kreis Sonderburg        |               |                                      |                   |         |                                                                                                |
| 1729 | Husum                            |               |                                      |                   |         |                                                                                                |
| 1730 | Neuenkirchen (Dithmarschen)      |               |                                      |                   |         |                                                                                                |
| 1731 | Arrild, Tønder Kommune           |               |                                      |                   |         |                                                                                                |
| 1732 | St. Michael (Welt)               |               |                                      |                   |         |                                                                                                |
| 1738 | Neukirchen (Nordfriesland)       |               |                                      |                   |         |                                                                                                |
| 1741 | St. Georg, Oeversee              |               |                                      |                   |         |                                                                                                |
| 1752 | Ratzeburger Dom                  |               |                                      |                   |         | 1893 beim Brand des Doms zerstört; Reste eingeschmolzen für eine neue Glocke                   |
| 1753 | St. Johanniskirche (Narva)       |               | 19 Schiffpfund, 19 Lispfund, 4 Pfund |                   |         |                                                                                                |
| 1753 | St. Johanniskirche (Narva)       |               | 5 Schiffpfund, 13 Lispfund, 5 Pfund  |                   |         |                                                                                                |
| 1753 | Marienkirche (Rendsburg)         | Königsglocke  | 2750                                 |                   | h0      |                                                                                                |
| 1754 | St. Jakobus Uelsby               |               |                                      |                   |         |                                                                                                |
| 1754 | Wanderup                         |               |                                      |                   |         | 1884 nach Sprung eingeschmolzen                                                                |
| 1754 | Dorfkirche Alt Damerow (Domsühl) |               |                                      | 420               |         |                                                                                                |
| 1756 | St. Jakobi (Lübeck)              | Predigtglocke | 2537                                 | 1632              | ais0 +3 |                                                                                                |
| 1757 | St. Georg (Lübeck)               | Totenglocke   | 950                                  | 1186              | es1 +1  | Ursprünglich zwei Glocken gegossen (Toten- und Kinderglocke), Kinderglocke 1940 eingeschmolzen |
| 1760 | Dorfkirche Pokrent               |               |                                      |                   |         |                                                                                                |
| 1769 | St. Trinitatis (Warlitz)         |               |                                      | 950 und 660       |         | 1942 eingeschmolzen                                                                            |